# Damnatio memoriae
Damnatio memoriae er et latinsk begreb, som betyder fordømmelse af eftermælet og var en vanære, som det romerske senat kunne idømme forrædere og andre, der havde skadet den romerske stat. Personen skulle altså ikke slettes af historien, men huskes med vanære.

## Praksis i Rom,
Dommen indebar at alle æresbevisninger blev frataget, at navnet blev fjernet fra offentlige æreslister og tab af alle borgerrettigheder. I det romerske samfund betød ære alt for en borger, og tabet af den blev anset for at være en overordentlig hård straf.
De bedst kendte tilfælde af damnatio memoriae var fordømmelsen af en række upopulære kejsere efter deres død. Den første som blev udsat for det var Nero, senere fulgte Domitian og Commodus. Når et kejser var idømt damnatio memoriae ,betød det, at alle statuer skulle fjernes, indskrifter skulle slettes, bygninger skulle omdøbes eller have deres gamle navn tilbage osv. Senere tids historieforskning har vist, at disse domme i højere grad har afspejlet holdningen hos vinderne af en magtkamp end hos folket. Den afhang sjældent af, om den dømtes regeringsførelse ud fra objektive kriterier havde været dårlig eller ej.

## Lignende praksis i andre kulturer
- Egypten: Kartoucher med kætterkongen Akhnatons navn blev fjernet af hans efterfølgere
- Grækenland: Herostratos satte ild til Artemistemplet i Efesos for at blive berømt, derfor blev det besluttet at hans navn aldrig mere måtte blive brugt, (hvilket ikke helt lykkedes), så det er modsat damnatio memoriae
- Venedig: Dogen Marino Faliero blev idømt damnatio memoriae efter et mislykket kupforsøg i 1355
- Sovjetunionen: Efter Stalins udrensninger i 1930'erne blev flere af hans ofres bøger og portrætter destrueret eller fjernet fra fotografier.